# موريل كينغ
موريل كينغ (بالإنجليزية: Muriel King)‏ هي مصممة أزياء تقليدية ومصممة أزياء أمريكية، ولدت في 1900، وتوفيت في 1977.

## وصلات خارجية
- موريل كينغ على موقع IMDb (الإنجليزية)
- موريل كينغ على موقع قاعدة بيانات الفيلم (الإنجليزية)